# Израильско-саудовские отношения
Израиль и Саудовская Аравия в настоящий момент не имеют официальных дипломатических отношений. Однако, новостные агентства часто рассказывают о закулисном сотрудничестве между двумя странами, в дипломатическом и разведывательном направлениях.

## История
Член-основатель Лиги арабских государств, Саудовская Аравия поддерживала права палестинцев на создание собственного государства и призывала к выводу израильских войск с Западного Берега, занятого Израилем с 1967 года. В последние годы, Саудовская Аравия сменила свою тактику в переговорах с Израилем. Она призывает Израиль освободить территорию, оккупированную в июне 1967 года в обмен на мир с арабскими государствами; тогдашний кронпринц Абдалла расширил многостороннее мирное предложение, основанное на выводе израильтян в 2002 году. Тогда Израиль не ответил на предложение. В 2007 году Саудовская Аравия вновь официально поддержала мирное решение арабо-израильского конфликта, которое вызвало больше официальной негативной реакции от властей Израиля, ссылаясь на Соглашения в Осло и отклонение саудовского плана от этих соглашений.
Саудовская Аравия отвергла Кэмп-Дэвидские соглашения, заявив, что они не позволят достичь полного политического решения, которое позволит палестинским арабам переехать в Израиль, а также разделение Иерусалима. В ответ на «предательство» Египтом арабских государств и подписание мирного договора с Израилем, Саудовская Аравия и все арабские государства порвали дипломатические связи и заморозили помощь Египту. Саудовская Аравия и Египет возобновили отношения только в 1987 году.
У Саудовской Аравии в настоящее время нет официальных дипломатических связей с Израилем. В 2005 году Саудовская Аравия объявила об окончании экономического и политического бойкота Израиля, так как она вступила в ВТО, по правилам этой организации одна страна-участник не может наложить полный бойкот на другую. Однако полностью саудовский бойкот отменён не был. Тем не менее, Саудовская Аравия признает, что её союзник США имеет сильные и поддерживающие контакты с Израилем.
Несмотря на отсутствие официальных дипломатических отношений, оба государства сотрудничают в сфере данных разведки, особенно в отношении Ирана. На встрече в вашингтонском офисе Совет по международным отношениям, Анвар Эшки, саудовский генерал-майор в отставке и Дори Голд, бывший израильский посол, близкий к премьер-министру Биньямину Нетаниягу, обсудили «общие интересы против Ирана».
Саудовская Аравия играла активную роль в попытке создать у палестинцев собственное правительство, которое сможет вести переговоры с Израилем. Это было сделано в первую очередь для искоренения раскола между ФАТХ и ХАМАС, особенно когда Король Абдалла пригласил обе партии на переговоры в Мекку, где были достигнуты Меккские договоренности 7 февраля 2007 года. Соглашение вскоре было нарушено, но Саудовская Аравия продолжила поддерживать правительство национального единства для палестинцев, а также решительно выступило против войны в Газе в начале 2009 года.
«The Times» сообщала, что Саудовская Аравия рассматривала возможность сдержать свои силы воздушной обороны и позволить израильтянам нанести удар по Ирану, используя саудовское воздушное пространство. Обе страны отрицали это.
После Арабской весны Израиль видит саудовское правительство как «гаранта стабильности», согласно «New York Times». В 2011 году Израиль одобрил продажу Германией 200 танков Leopard Саудовской Аравии. Эта сделка была одобрена Узи Арадом, советником по нац. безопасности в правительстве Нетаньяху.
Во время операции «Нерушимая скала» редактор «Middle East Eye» Дэвид Хёрст написал статью, в которой утверждал, что Саудовская Аравия поддерживала действия Израиля в конфликте, и что официальные представители Моссада и саудовской разведки регулярно встречались. Саудовской посол в Великобритании Мохаммед бин Науаф бин Абдулазиз опроверг эти данные, описав действия Израиля против гражданского населения Газы как «преступления против человечности» — однако, он не опроверг, что представители двух государств имели контакты, сказав, что «любые дела между Королевством Саудовская Аравия и Израилем были ограничены только лишь попытками принести мирное разрешение конфликта».
Согласно статье от 23 мая в «The Times of Israel», выходящая в Лондоне газета на арабском языке «Rai al-Youm» сообщила, что Израиль предложил Саудовской Аравии свою технологию ПРО «Железный Купол» против ракет из воюющего Йемена. Предложение, как сообщается, было отправлено через американских дипломатов во время встречи в Аммане, Иордания, однако саудиты его отвергли. Официальные источники не подтвердили достоверность этих данных.
Политический аналитик, известный под именем «Mujtahid», который выкладывал информацию, порочащую Саудовскую Аравию в Твиттере в начале 2000-х, сообщил, что планирующийся к сооружению завод по производству дронов в Саудовской Аравии разрабатывается в сотрудничестве с ЮАР, но это всего лишь прикрытие, так как на самом деле саудиты покупают через ЮАР израильские дроны. Израильтяне посылают дроны в ЮАР, где из разбирают, посылают частями в Саудовскую Аравию и там их снова собирают.
В 2015 году бывший израильский премьер Эхуд Барак получил от находящегося в ОАЭ посредника предложение помочь Саудовской Аравии в получении атакующих кибертехнологий. В итоге, однако, сделка не состоялась.

### 2015—2022 год
После того, как Египет согласился передать Саудовской Аравии два острова в Красном море: Тиран и Санафир в апреле 2016 года, саудовский МИД заявил, что его страна будет уважать условия мирного договора, подписанного между Египтом и Израилем, несмотря на то, что острова прямо Израиля не касаются. Израильское правительство не высказало каких-либо претензий по поводу этой сделки. Цахи Ханегби, возглавляющий комитет Кнессета по международным делам и обороне, сказал, что сделка не угрожает Израилю и приветствовал её как сплочение суннитских арабских государств, которые разделяют угрозу исходящую от Ирана, Хезболлы и исламистских экстремистских группировок, сотрясающих регион. Министр обороны Израиля 12 апреля заявил, что Саудовская Аравия предоставила письменные гарантии о свободе прохода через пролив Эт-Тиран.
В конце июля 2016 года Израиль с визитом посетила саудовская делегация, возглавляемая отставным генералом Анваром Эшки. В делегацию входили также саудовские бизнесмены и представители академических кругов. Делегация встретилась с ген. директором МИДа Израиля Дори Голдом, с координатором действий правительства на территориях генерал-майором Йоавом Мордехаем, а также с членами израильского парламента. Целью делегации было продвижение арабской мирной инициативы. Несмотря на то, что оба государства до сих пор не имеют официальных дип. отношений, подобная встреча не могла бы состояться без разрешения верховного руководства Королевства.
В марте 2017 года в Иордании состоялась встреча нового саудовского кронпринца Мухаммеда ибн Салмана с израильскими официальными лицами при посредничестве американской и иорданской сторон. На встрече координировались военные действия и разведывательные планы. Предыдущая такая встреча состоялась в 2015 году в израильском городе Эйлат.
В июне 2017 года велись переговоры между двумя странами о налаживании экономических связей. В частности планируется разрешить израильской авиакомпании «Эль Аль» использовать воздушное пространство королевства для выполнения гражданских коммерческих рейсов, а также разрешить израильским бизнесменам вести дела в странах Залива.
В июле 2017 года сообщалось о том, что израильский министр Аюб Кара ведет переговоры с Саудовской Аравией о разрешении израильским мусульманам посещать Мекку в рамках ежегодного хаджа посредством прямых авиарейсов между Тель-Авивом и священным городом. Это облегчит путь длинной примерно 1000 миль для 6 000 человек, которые ежегодно отправляются из Израиля в Саудовскую Аравию через Иорданию.
В сентябре 2017 года стало известно о том, что Израиль с тайным визитом посетил представитель саудовской королевской семьи, наиболее вероятно по мнению СМИ, это был наследник престола принц Мухаммад бин Салман. Во время переговоров с главой израильского правительства Биньямином Нетаньяху и высокопоставленными чиновниками МИДа наследный принц обсудил региональную мирную инициативу, а также вопросы совместного противостояния иранской ядерной программе, которой опасаются обе страны. В конце октября того же года саудовский МИД заявил, что указанные сведения «не соответствуют действительности и не имеют под собой никаких оснований», а также отказался комментировать подобные сообщения в дальнейшем.
В ноябре 2017 года глава генштаба Израиля Гади Айзенкот впервые дал интервью саудовскому новостному порталу «Элаф», которое было опубликовано онлайн. Основной темой интервью стало то, что Израиль готов делиться с Саудовской Аравией своими разведданными в борьбе против Ирана и поддерживающих его стран. Кроме того, Айзенкот заявил, что в отношении Ирана между Израилем и Саудовской Аравией сегодня «существует полное взаимопонимание» по всем вопросам. Через месяц на этом же портале было опубликовано интервью израильского министра транспорта и разведки Исраэля Каца, в котором он говорил о недопустимости строительства иранских оружейных заводов в Ливане и ответных действиях Израиля в случае, если это случится. Кроме того, министр Кац пригласил наследного саудовского принца Мухаммада бин Салмана посетить Израиль, однако портал не опубликовал это заявление.
В марте 2018 года издание «Times of Israel» со ссылкой на выходящую в ОАЭ газету «Al Khaleej Times» заявило, что по словам неназванного палестинского чиновника в отношениях Израиля и Саудовской Аравии наметились значительные потепления, которые тем не менее, остаются негласными. Кроме того, выходящая в Лондоне арабская газета «Аль-Араби аль-Джадид» сообщила в начале марта о том, что наследный саудовский принц тайно встречался с представителями израильского правительства для обсуждения мирной ближневосточной инициативы, предложенной администрацией Белого дома.
3 апреля 2018 года саудовский кронпринц Мохаммед заявил в интервью американскому журналу «The Atlantic», что «Израиль имеет право на существование».
Ливанский телеканал «Аль-Майядин» сообщил, что в середине июня 2018 года израильский премьер-министр Биньямин Нетаньяху встречался с наследным принцем Саудовской Арамии Мухаммедом ибн Салманом аль-Саудом по инициативе наследного принца Абу-Даби Мохаммеда бин Зайд аль-Нахайяна. На встрече обсуждалась т. н. «сделка века», которую продвигает администрация американского президента Дональда Трампа, статус Иерусалима и возможности экономического сотрудничества между странами. По сообщению 10 канала израильского телевидения, источники в Иерусалиме эту информацию опровергают.
В августе 2018 года бывший израильский министр культуры и спорта Ралеб Маджадле отправился в Мекку через Иорданию. Маджадле был первым и пока единственным арабом, который занимал министерский пост в Израиле. Он же станет первым в истории членом израильского кабинета министров, который совершит паломничество в Мекку. В сентябре того же года в рамках Генеральной Ассамблеи ООН в Нью-Йорке прошла встреча представителей израильской спецслужбы «Моссад» и представителей умеренных суннитских монархий, среди которых представители Саудовской Аравии, ОАЭ, Бахрейна и Йемена. Главной темой переговоров стало противостояние терроризму и обсуждение иранской проблемы.
В конце 2018 года СМИ сообщали и том, что кабинет Нетаньяху работает над улучшением дипломатических отношений между Израилем и Саудовской Аравией. В частности, в переговорах принимает участие глава службы разведки «Моссад» Йоси Коэн. Израильское руководство добивается того, чтобы многочисленные контакты между двумя странами стали открытыми и официальными.
В конце января 2019 года в Иордании состоялся саммит арабских стран, на котором одним из главных вопросов для обсуждения министров иностранных дел Египта, Саудовской Аравии, Объединённых Арабских Эмиратов, Иордании, Кувейта и Бахрейна стала нормализация отношений с Израилем. Десятый канал израильского телевидения сообщил после окончания саммита, что саудовский король Салман не поддержал предложение администрации президента США и т. н. «сделку века» по нормализации отношений с еврейским государством.
В феврале 2019 года по сообщениям СМИ в Израиле побывал некий высокопоставленный чиновник из Саудовской Аравии. Его самолёт проследовал в Тель-Авив с остановкой в Шарм-эш-Шейхе на Синайском полуострове. Никаких официальных комментариев от Израиля или саудовского королевства не последовало.
В марте 2019 года Саудовская Аравия вместе с ОАЭ и Египтом пыталась исключить из итогового документа сессии Парламентской ассамблеи ЛАГ параграфа, выступающего против нормализации отношений с Израилем. Однако, председательствующая на сессии Иордания отвергла предложение, а особо непримиримую позицию заняли Сирия, Ливан и Палестинская автономия. Инициатором внесения параграфа, запрещающего нормализацию, стал председатель парламента Кувейта Марзук аль-Ганим.
В июле 2019 года саудовские журналисты вошли в группу коллег из различных арабских стран, которые посетили Израиль. Правительство еврейского государства организовало это мероприятие с целью познакомить их с израильской точкой зрения на региональные события.
В сентябре 2019 года Израиль впервые поздравил Саудовскую Аравию с национальным праздником в честь объединения областей Неджд и Хиджаз в единое государство в 1932 году, которое потом стало Саудовской Аравией. В свою очередь Её Высочество посол Саудовской Аравии в США Рима бинт Бандар аль Сауд опубликовала поздравления с Рош ха-Шана и пожелала «счастливого и сладкого нового года», при этом ни разу не упомянув евреев.
В октябре 2019 года члены сборной Саудовской Аравии по футболу приехали в Палестинскую автономию для проведения матча отборочного турнира чемпионата мира 2022 года. Саудовские футболисты въехали в Рамаллу через израильский пограничный переход, а также посетили Храмовую гору в Иерусалиме и мечеть Аль-Аксу, что также можно было сделать только с израильской территории.
В августе-сентябре 2020 года, когда было объявлено о нормализации отношений между Израилем и ОАЭ при посредничестве США, американские дипломаты также прилагали немалые усилия, чтобы усадить за стол переговоров и представителей Саудовской Аравии для начала диалога об официальной нормализации отношений с еврейским государством. Однако, несмотря на открытие своего неба для израильских самолётов, саудовское правительство заявило, что нормализация между королевством и Израилем будет возможно только после решения палестинского вопроса.
27 октября 2021 года в аэропорту «Король Халид» саудовской столицы, городе Эр-Рияде впервые приземлился самолёт, прилетевший напрямую из Израиля. Посадка израильского самолёта произошла всего через сутки после того, как в аэропорту «Бен-Гурион» приземлился вылетевший из Эр-Рияда Boeing-737 чартерной эмиратской авиакомпании Royal Jet.
В июле 2022 года Израиль одобрил передачу КСА двух египетских островов в Красном море — Санафир и Тиран. КСА перенимает на себя все данные Египтом обязательства, в том числе разрешение на проход израильских судов в проливе. В этом же месяце саудовский журналист приехал в Израиль освещать визит американского президента Джо Байдена.

### С 2023 года — по н.в.
28 августа 2023 года произошел инцидент с самолётом авиакомпании «Air Seychelles» летевшим по маршруту с Сейшельских островов в Израиль. В связи с технической неполадкой самолёт был вынужден совершить посадку в аэропорту Джедды, Саудовская Аравия. На борту находилось 128 граждан Израиля, которые теоретически не могут посещать КСА. Пассажиры провели несколько часов в самом самолёте, а позже были размещены в отеле в терминале аэропорта. СМИ сообщали о рассказах пассажиров о том, с каким гостеприимством их принимали в арабской стране. Через сутки все они смогли благополучно добраться до Тель-Авива. Израильский премьер Биньямин Нетаньяху поблагодарил власти КСА за проявленную заботу об израильских пассажирах.
26 сентября 2023 года министр правительства Израиля впервые посетил КСА как официальное лицо. Хаим Кац, министр туризма, и сопровождающая его делегация прибыл в Эр-Рияд для участия в конференции Туристической организации ООН (UNWTO).
В феврале 2024 года министр экономики Израиля Нир Баркат встретился с министром торговли Саудовской Аравии Маджидом Бин-Абдаллой Аль-Касби. Встреча прошла в Абу-Даби на саммите глав торгово-экономических ведомств.

## Вопросы нормализации отношений
После нормализации отношений Израиля с ОАЭ и Бахрейном в 2020 году, в СМИ обсуждалась тема нормализации отношений еврейского государства и с Саудовской Аравией, тем более, что соседний с ней Бахрейн, как правило не ведёт самостоятельную внешнюю политику и почти полностью полагается на мнение Эр-Рияда.
За нормализацию отношений с Израилем выступал наследник престола принц Мухаммед, в то время как его отец король Салман придерживался более консервативных взглядов и поддерживал «Саудовскую инициативу» 2002 года.
Многие израильские СМИ сообщают, что некое официальное соглашение о нормализации отношений может быть подписано уже до конца 2020 года.
22 ноября 2020 года израильский премьер-министр Биньямин Нетаньяху в сопровождении главы разведслужбы «Моссад» Йоси Коэна и госсекретаря США Майка Помпео посетил Саудовскую Аравию, где в городе Неом встретился с наследным принцем Мохаммедом ибн Салманом аль Саудом. Это первый в истории визит израильского премьера в официально враждебную его государству страну. По информации издания «The Wall Street Journal» на первой в истории встрече премьер Нетаньяху и принц Мухаммед обсуждали иранскую тематику и вопросы нормализации между двумя странами. Никаких принципиальных соглашений по итогам этой встречи достигнуто не было. Саудовский МИД, однако, поспешил заявить, что такая встреча действительно состоялась, однако израильский лидер на ней не присутствовал. В январе 2021 года СМИ сообщили о том, что все контакты между двумя странами, включая и контакты при посредничестве США, прерваны из-за публикации информации о встрече Нетаньяху с наследным принцем Мухаммедом в городе Неом.
В мае 2022 года на международном экономическом форуме в Давосе, глава саудовского МИДа Файсал бин Фархан ас-Сауд заявил, что нормализация между КСА и Израилем возможна только в том случае, когда будет найдено решение палестино-израильского конфликта. По мнению его коллеги, главы МИД Израиля Яира Лапида работа по нормализации займёт много времени. Тем не менее, месяцем позже в прессе снова стали появляться сообщения о работе по нормализации отношений между двумя странами. По мнению аналитиков нормализация может ускориться на фоне двусторонней работы в области обороны и безопасности, а также при обсуждении проблемы Тиранского пролива: передаче находящихся в проливе двух островов, принадлежавших Египту под суверенитет Саудовской Аравии и обеспечении прохода израильских судов в проливе.
19 июня 2022 года на IX Глобальногом Бакинском форуме, прошедшем в центре Низами Гянджеви (Баку, Азербайджан), бывшая министер иностранных дел Израиля Ципи Ливни встретилсась с бывшим главой разведки Саудовской Аравии принцем Турки ибн Фейсалом Аль Саудом. Детали встречи прессой не разглашались; Ливни оставила запись в своём Твиттере касательно совместного с принцем Аль-Саудом ожидания предстоящего визита президента США Джо Байдена в Израиль и КСА позднее в этом же месяце.
В июле 2022 года израильский премьер Яир Лапид призвал правительство КСА в нормализации отношений между двумя странами.
В июне 2023 года госсекретарь США Энтони Блинкен перед своей поездкой в Саудовскую Аравию заявил, что США продолжают работу в качестве посредника в вопросах нормализации отношений между Израилем и Саудовской Аравией.
В июле 2023 года во второй раз за три месяца побывал советник президента США по национальной безопасности Джейк Салливан. В рамках своего визита он в том числе провёл переговоры по теории нормализации отношений между КСА и Израилем. Королевство выдвигает требования заключения с США договора о гарантиях безопасности и американское согласие на развитие королевством собственной мирной атомной программы. Ранее США отвергали оба условия. Кроме того, КСА требует реальных, а не декларативных уступок в отношении палестинцев — на них настаивает король Салман. Президент США Джо Байден считает, что сделка между двумя КСА и Израилем «вполне достижима». При этом аналитики полагают, что заключение соглашение откроет путь к подписанию нормализации между Израилем и другими мусульманскими странами, такими как Индонезия или даже Пакистан.
В феврале 2024 года на фоне продолжающейся военной операции Израиля в Секторе Газа «Железные Мечи» не прекращалось обсуждение нормализации отношений между Саудовской Аравией и Израилем. Более того, правительство королевства смягчило свои требования к еврейскому государству — если раньше одним из самых важных условий было непременное создание палестинского государства, то теперь КСА согласно на подтверждение приверженности Израиля курсу на создание такового. Это изменение аналитики связывают с оказанием военной помощи Саудовской Аравии США, которые настаивают на включение в договор пункта о нормализации отношений между двумя своими союзниками.

## Военное сотрудничество
В январе 2018 года Саудовская Аравия изъявила желание приобрести израильскую систему ПВО «Железный купол». В сентябре того же года в СМИ (газета «Аль-Халидж», ОАЭ) появилась информация о том, что королевство закупило в Израиле при посредничестве США систему ПРО «Железный купол» для обороны своих границ от йеменских хуситов. Изначально Израиль выступал против этой сделки, но США предоставили гарантии, что проданные батареи не будут использоваться против самого Израиля и его союзников.
В октябре 2018 года начальник израильского генштаба генерал-лейтенант Гади Айзенкот посетил США и принял участие в работе конференции начальников Генштабов, которая была посвящена борьбе с экстремистскими организациями. Айзенкот провёл переговоры со своими коллегами, а также с Фаядом бен Хамедом ар-Рувайли, начальником генштаба Саудовской Аравии, с которым военные обсудили «иранскую угрозу».
В ноябре 2018 года портал «Аль-Халидж» (ОАЭ) распространили сообщение о продаже Израилем Саудовской Аравии шпионского оборудования на сумму $250 млн. Сайт ссылается на дипломатические источники и утверждает, что часть оборудования уже поставлена после того, как саудовские специалисты прошли соответствующую подготовку.
В сентябре 2021 года стало известно, что саудиты сняли с вооружения американские батареи THAAD и Patriot с авиабазы «Принц Султан», расположенной в 115 км от столицы королевства. Вместо этого, Саудовская Аравия закупит израильские системы противоракетной обороны.
Несмотря на отсутствие дипломатических отношений между странами, ВМФ Израиля и Саудовской Аравии планируют принять совместное участие в учениях «IMX-2020», организуемых США
В июне 2022 года американское издание «The Wall Street Journal» сообщило, что администрация президента США продвигает инициативу по военному сотрудничеству Израиля и КСА. Сделка направлена на сближение двух стран и противостояние их Ирану. Так, в этом месяце в египетском Шарм аш-Шейхе состоялась организованная по инициативе США конференция, на которой представители военных структур Израиля, Саудовской Аравии, Бахрейна, Катара, ОАЭ и США совместно обсудили способы борьбы с иранской угрозой.
В феврале 2023 года агентство «Bloomberg» сообщило о переговорах между властями Израиля и КСА по теме сотрудничества в военной и разведывательной сферах в свете опасений по поводу усиления влияния Ирана в регионе. Переговоры проходили в Праге по окончании Мюнхенской конференции по безопасности.
В феврале 2024 года на выставке вооружений «Saudi Defence Expo» в Эр-Рияде Израиль представил свой новейший дрон «Orbiter 4».

## Экономика и торговля
В мае 2022 года «The Wall Street Journal» сообщил, что Саудовская Аравия намеревается инвестировать в израильскую экономику через инвестиционный фонд «Affinity Partners», созданный Джаредом Кушнером.
В июле 2022 года саудовская фирма «Mithaq Capital SPC», принадлежащая семье Аль-Раджи и связанная с крупнейшим по рыночной капитализации исламским банком в мире «Al Rajhi Bank», стала крупнейшим акционером израильской хайтек компании «Otonomo Technologies».

## Культурные связи
В январе 2021 года общественная организация «Шарака» (араб. «Партнерство») организовала видеоконференцию, приуроченную к подписанию «Авраамских соглашений» и Международному дню памяти жертв Катастрофы. В конференции приняли участие жители ОАЭ, Бахрейна, Саудовской Аравии, Марокко и Сирии. Жители этих арабских стран смогли послушать живое интервью Веры Кригель, которая пережила Холокост, будучи одной из «близнецов доктора Менгеле» в Биркенау.

## Спортивные соревнования
После того, как в 2017 году семи израильским шахматистам было отказано во въездных визах в Саудовскую Аравию для участия в международном шахматном турнире, история повторилась в ноябре 2018 года. На этот раз королевство было наказано за отказ предоставить визы израильтянам — ФИДЕ приняла решение перенести турнир в Россию.
В январе 2021 года израильские экипажи впервые в истории приняли участие в этапе ралли «Дакар-2021», прошедшем в Саудовской Аравии. Одним из условий участия было отсутствие указания национальной принадлежности участников — так, один экипаж выступал под американским флагом, а второй — под бельгийским.
В октябре 2022 года триатлонист Шахар Сагив стал первым израильтянином, официально принявшим участие в соревнованиях в КСА.

## Авиасообщение и туризм

### Сообщение между Израилем и КСА
В конце января 2020 года СМИ сообщили о том, что глава МВД Израиля официально разрешил гражданам этого государства посещать Саудовскую Аравию. Многие годы до этого израильские граждане (почти всегда израильские арабы, отправляющиеся в Мекку на хадж) посещали королевство, однако, согласно израильскому законодательству, они могли нести за это уголовную ответственность. В ответ на эту публикацию саудовский МИД заявил, что израильтянам по-прежнему запрещён въезд в страну — ситуация может измениться, тем не менее, в случае подписания мирного договора между двумя странами.
В мае 2022 года КСА ослабило ограничения на посещение своей территории для владельцев израильских паспортов. Это позволило паломникам (в первую очередь израильским арабам-мусульманам) посещать королевство для совершения хаджа. Кроме того, в страну теперь допускаются представители фирм для развития двустороннего экономического сотрудничества (по приглашению саудовской стороны эти люди могут получить специальную въездную визу в королевство).
В июне 2022 года израильский министр регионального сотрудничества Иссауи Фаридж обратился к правительству королевства с просьбой разрешить прямые рейсы из Тель-Авива в Мекку для израильских мусульман, а также на пролёт самолётов израильский авиакомпаний в воздушном пространствк КСА, следующих в страны Азии. Ответа от властей Саудовской Аравии пока не последовало.
15 июля 2022 года состоялся первый в истории прямой чертерный рейс между Тель-Авивом и Джеддой. На борту самолёта находились журналисты и часть персонала, сопровождающего президента США Джо Байдена во время его ближневосточного турне.

### Использование воздушного пространства КСА для рейсов в Израиль
22 марта 2018 года самолёт индийской авиакомпании «Air India» впервые в истории совершил полёт в Израиль через воздушное пространство Саудовской Аравии, страны, которая не признаёт Государство Израиль. Самолёт выполнил рейс по маршруту Дели — Тель-Авив. До этого прямые рейсы осуществлялись только авиакомпанией «Эль-Аль», которая была вынуждена облетать Аравийский полуостров, так как саудовские власти запрещают израильским самолётам использовать воздушное пространство королевства. Таким образом, рейс индийской авиакомпании сократил длительность полёта с 9 до 7 часов.
Израильский национальный перевозчик «Эль-Аль» подал просьбу в ICAO с целью добиться разрешения саудовских властей для её самолётов также летать в Индию из Израиля напрямую, используя воздушное пространство Саудовской Аравии.
В начале сентября 2020 года после объявления о нормализации между Израилем и ОАЭ, израильская делегация посетила Абу-Даби. Самолёт «El-Al» впервые в истории пролетел в воздушном пространстве Саудовской Аравии. После совершения этого полёта, Саудовская Аравия объявила о принципиальном открытии своего неба для израильских самолётов, следующих в или из Израиля.
23 мая 2022 впервые в истории израильский гражданский пассажирский самолёт выполнил коммерческий рейс (на Сейшельские острова) и пролетел в воздушном пространстве Саудовской Аравии не в ОАЭ или в Бахрейн. Время в полёте сократилось примерно на 20 минут по сравнению с маршрутом, когда израильские самолёты не могли летать над КСА.
В июле 2022 года КСА открыла своё небо для всех израильских авиакомпаний, в том числе и для тех самолётов, которые летят не только в Дубай или Бахрейн.
Летом 2022 года Саудовская Аравия открыла своё воздушное пространство для всех самолётов, в том числе для израильских самолётов и для самолётов третьих стран, выполняющих рейсы в Тель-Авив. Тем не менее, в августе 2022 года в Израиле вышел запрет военнослужающим израильской армии летать на любых рейсах, чей маршрут проходит над КСА и/или Оманом.